# دسریوس
دسریوس (به اسپانیایی: Dosrius) یک شهرستان در اسپانیا است که در بارسلون واقع شده‌است.

## خصوصیات
دسریوس ۴۰٫۷۳ کیلومترمربع مساحت و ۴٬۶۵۸ نفر جمعیت دارد و ۱۴۷ متر بالاتر از سطح دریا واقع شده‌است.